# Niphona obliquata
Niphona obliquata là một loài bọ cánh cứng trong họ Cerambycidae.